# Посадка судна

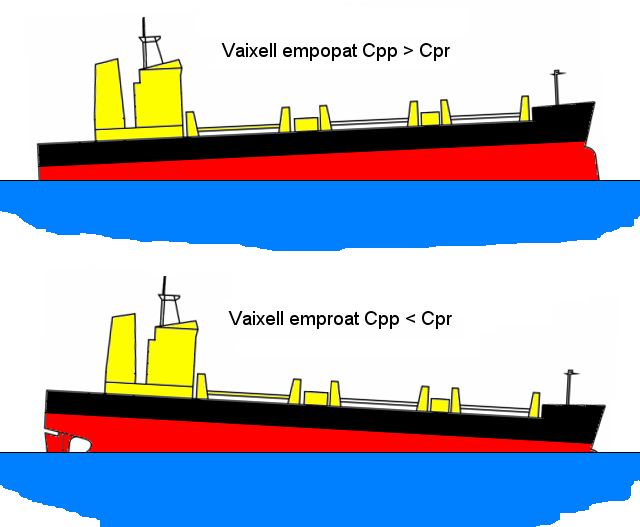
Посадка судна с дифферентом на корму и нос соответственно.

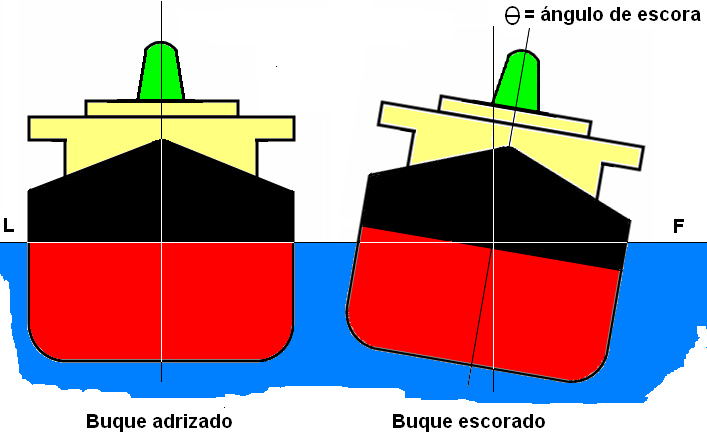
Посадка судна с креном (справа на рисунке).

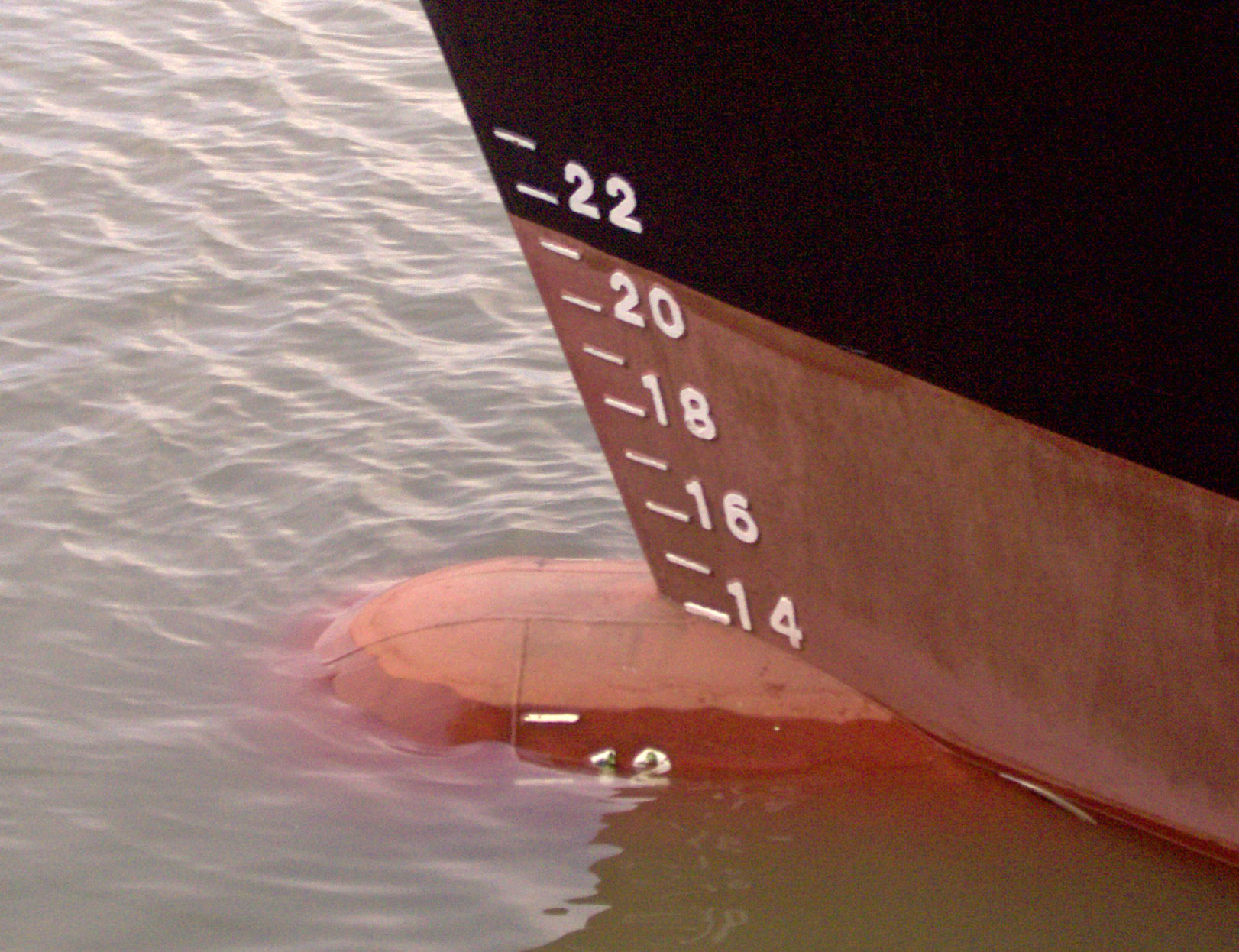
Носовые марки углубления (метка) погружения судна.

Посадка судна — положение судна (корабля) относительно поверхности спокойной воды, определяемое осадкой на миделе и углами крена и дифферента или носовой и кормовой осадками и углом крена.
Для изменения дифферента (посадки) судна служит Балласт.

## Описание
В общем случае посадка корабля (судна) определяется тремя параметрами посадки — средней осадкой d ср (на мидель-шпангоуте), углом крена θ и углом дифферента ψ. Однако на практике, поскольку наличие крена является ненормальным явлением, посадка судна часто определяется двумя параметрами — средней осадкой и дифферентом, то есть разницей осадок носом и кормой (на носовом и кормовом перпендикулярах).
Посадка судна, при которой плоскость мидель-шпангоута и диаметральная плоскость (ДП) вертикальны (ψ = 0, θ = 0), называется прямой . Относительно судна, имеющего такую посадку, принято говорить, что оно сидит прямо и на ровном киле .
Если θ > 0, ψ = 0, то говорят, что судно сидит на ровном киле, но с креном; если ψ > 0, θ = 0 то говорят, что судно сидит прямо, но с дифферентом. Если судно имеет и крены, и дифферент, то его посадку называют произвольной.
У судов, имеющих посадку с дифферентом, действующая ватерлиния будет находиться на одинаковых расстояниях от основной плоскости на носовом и кормовом перпендикулярах. Эти расстояния называют соответственно осадкой носом Т н и осадкой кормой Т к .
Дифферент судна обычно определяют не углом дифферента ψ, а разностью осадков носом и кормой, то есть d = Тн — Тк.
Если Т н > Т к — судно имеет дифферент на нос, если Т н < Т к — дифферент на корму. При Т н = Т к судно сидит на ровном киле.
Полусумма осадок носом и кормой называется средней осадкой или осадкой при мидель-шпангоуте:
Т ср = (Т н +Т к)/2
Контроль за посадкой судна осуществляется по маркам осадков (маркам углубления), которые наносятся на форштевне, в районе мидель-шпангоута и на ахтерштевне. Марки осадок соответствуют действительной осадке судна. Марки осадок наносятся по соответствующим перпендикулярам, с левого борта обозначаются римскими цифрами и означают осадку в футах на правом борту — арабскими цифрами — осадка в дециметрах. По мере перехода всех государств и стран на метрическую систему мер марки углубления во всех государствах и странах будут обозначаться арабскими цифрами.
На современных судах приобрели употребление осадкомеры — специальные приборы, показывающие осадку автоматически на ходовом мостике.